# Persone di nome Brandon
| Questa pagina contiene informazioni ricavate automaticamente dalle voci biografiche con l'ausilio del template Bio e di un bot. L'aggiornamento è periodico e automatico e ricostruisce completamente la pagina. Se manca una persona in questa lista, sei pregato di non aggiungerla, ma accertati piuttosto che la sua voce biografica contenga il template Bio e che i dati anagrafici siano correttamente compilati. Se il template Bio manca, inseriscilo tu stesso o, in alternativa, metti l'avviso {{tmp\|Bio}} che ne segnala la mancanza. Se i dati riportati sono sbagliati, correggi direttamente la voce biografica; le modifiche saranno visibili in questa lista entro pochi giorni. Per chiarimenti vedi il progetto antroponimi. La lista contiene solo le 247 persone che sono citate nell'enciclopedia e per le quali è stato implementato correttamente il template Bio. Pagina aggiornata al 16 ott 2024. |

Questa è una lista di persone presenti nell'enciclopedia che hanno il prenome Brandon, suddivise per attività principale.

## Altisti(1)
- Brandon Starc, altista australiano (Sydney, n. 1993)

## Artisti marziali misti(2)
- Brandon Moreno, artista marziale misto messicano (Tijuana, n. 1993)
- Brandon Vera, ex artista marziale misto statunitense (Norfolk, n. 1977)

## Attori(34)
- Brandon Adams, attore statunitense (Topeka, n. 1979)
- Brandon Auret, attore sudafricano (Johannesburg, n. 1972)
- Brandon Baker, attore statunitense (Anaheim, n. 1985)
- Brandon Barash, attore statunitense (St. Louis, n. 1979)
- Brandon Beemer, attore statunitense (Eugene, n. 1980)
- Brandon Boyce, attore e sceneggiatore statunitense (n. 1970)
- Brandon Call, attore statunitense (Torrance, n. 1976)
- Brandon Cruz, attore e cantante statunitense (Bakersfield, n. 1962)
- Brandon DiCamillo, attore e stuntman statunitense (West Chester, n. 1976)
- Brandon J. Dirden, attore statunitense (n. 1978)
- Brandon Victor Dixon, attore, cantante e produttore teatrale statunitense (Gaithersburg, n. 1981)
- Brandon Douglas, attore statunitense (Oklahoma City, n. 1968)
- Brandon Flynn, attore statunitense (Miami, n. 1993)
- Bug Hall, attore statunitense (Fort Worth, n. 1985)
- Brandon Micheal Hall, attore statunitense (Anderson, n. 1993)
- Brandon Hammond, attore statunitense (Baton Rouge, n. 1984)
- Brandon Hardesty, attore e comico statunitense (Baltimora, n. 1987)
- Brandon T. Jackson, attore, rapper e ballerino statunitense (Detroit, n. 1984)
- Brandon Jones, attore statunitense (Greensboro, n. 1988)
- Brandon Killham, attore statunitense (Phoenix, n. 1997)
- Brandon Lee, attore e artista marziale statunitense (Oakland, n. 1965 - Wilmington, † 1993)
- Brandon Jay McLaren, attore canadese (Vancouver, n. 1981)
- Brandon Molale, attore e stuntman statunitense (Pocatello, n. 1971)
- Brandon Perea, attore statunitense (Chicago, n. 1995)
- Brandon Evans, attore statunitense (Newark, n. 1878 - San Francisco, † 1958)
- Brandon Quinn, attore statunitense (Aurora, n. 1977)
- Brandon Routh, attore e doppiatore statunitense (Des Moines, n. 1979)
- Brandon Tyler Russell, attore statunitense (Lake Forest, n. 1995)
- Brandon Sklenar, attore statunitense (Dover, n. 1990)
- Brandon Mychal Smith, attore e cantante statunitense (Los Angeles, n. 1989)
- Brandon Soo Hoo, attore statunitense (Pasadena, n. 1995)
- Brandon Thomas, attore e drammaturgo inglese (Mount Pleasant, n. 1848 - Londra, † 1914)
- Brandon Tyler, attore statunitense (Spokane, n. 1982)
- Brandon Uranowitz, attore statunitense (Livingston, n. 1986)

## Batteristi(1)
- Brandon Barnes, batterista statunitense (Denver, n. 1972)

## Calciatori(27)
- Brandon Aguilera, calciatore costaricano (Grecia, n. 2003)
- Brandon Aubrey, ex calciatore e giocatore di football americano statunitense (St. Louis, n. 1995)
- Brandon Baiye, calciatore belga (Mamfé, n. 2000)
- Brandon Barker, calciatore inglese (Manchester, n. 1996)
- Brandon Barzey, calciatore montserratiano (n. 1999)
- Brandon Beresford, calciatore guyanese (Loma Linda, n. 1992)
- Brandon Borrello, calciatore australiano (Adelaide, n. 1995)
- Brandon Thomas Llamas, calciatore spagnolo (Santanyí, n. 1995)
- Brandon Bye, calciatore statunitense (Kalamazoo, n. 1995)
- Brendan Chardonnet, calciatore francese (Saint-Renan, n. 1994)
- Brandon Comley, calciatore montserratiano (Londra, n. 1995)
- Brandon Cortés, calciatore argentino (Barracas, n. 2001)
- Brandon de León, calciatore guatemalteco (n. 1993)
- Brandon Dominguès, calciatore francese (Grenoble, n. 2000)
- Brandon Fernandes, calciatore indiano (Margao, n. 1994)
- Brandon McDonald, ex calciatore statunitense (Glendale, n. 1986)
- Brandon Mechele, calciatore belga (Bredene, n. 1993)
- Brandon O'Neill, calciatore australiano (Perth, n. 1994)
- Brandon Ormonde-Ottewill, calciatore inglese (Londra, n. 1995)
- Brandon Paiber, calciatore argentino (Pilar, n. 1995)
- Brandon Servania, calciatore statunitense (Birmingham, n. 1999)
- Brandon Silent, ex calciatore sudafricano (n. 1973)
- Brandon Torrico, calciatore boliviano (n. 1998)
- Brandon Vincent, ex calciatore statunitense (Los Angeles, n. 1994)
- Brandon Vázquez, calciatore statunitense (San Diego, n. 1998)
- Brandon Williams, calciatore inglese (Manchester, n. 2000)
- Brandon Wilson, calciatore botswano (Gaborone, n. 1997)

## Cantanti(4)
- Anderson Paak, cantante, rapper e batterista statunitense (Oxnard, n. 1986)
- Brandon Boyd, cantante statunitense (Los Angeles, n. 1976)
- Brandon Flowers, cantante e musicista statunitense (Las Vegas, n. 1981)
- Brandon Reilly, cantante statunitense (New York, n. 1981)

## Chitarristi(1)
- Brandon Ross, chitarrista statunitense (New Brunswick)

## Ciclisti su strada(2)
- Brandon McNulty, ciclista su strada statunitense (Phoenix, n. 1998)
- Brandon Rivera, ciclista su strada colombiano (Zipaquirá, n. 1996)

## Culturisti(1)
- Brandon Curry, culturista statunitense (Nashville, n. 1982)

## Direttori della fotografia(1)
- Brandon Trost, direttore della fotografia, sceneggiatore e regista statunitense (Los Angeles, n. 1981)

## Fisici(1)
- Brandon Carter, fisico australiano (n. 1942)

## Ginnasti(1)
- Brandon Wynn, ginnasta statunitense (n. 1988)

## Giocatori di baseball(10)
- Brandon Allen, giocatore di baseball statunitense (Conroe, n. 1986)
- Brandon Belt, giocatore di baseball statunitense (Nacogdoches, n. 1988)
- Brandon Chaves, giocatore di baseball statunitense (Hilo, n. 1979)
- Brandon Crawford, giocatore di baseball statunitense (Mountain View, n. 1987)
- Brandon Hicks, ex giocatore di baseball statunitense (Houston, n. 1985)
- Brandon Lyon, ex giocatore di baseball statunitense (Salt Lake City, n. 1979)
- Brandon Nimmo, giocatore di baseball statunitense (Cheyenne, n. 1993)
- Brandon Phillips, giocatore di baseball statunitense (Raleigh, n. 1981)
- Brandon Weeden, ex giocatore di baseball e giocatore di football americano statunitense (Oklahoma City, n. 1983)
- Brandon Workman, giocatore di baseball statunitense (Arlington, n. 1988)

## Giocatori di poker(1)
- Brandon Cantu, giocatore di poker statunitense (Vancouver, n. 1981)

## Giocatori di snooker(1)
- Brandon Sargeant, giocatore di snooker inglese (Stoke-on-Trent, n. 1997)

## Hockeisti su ghiaccio(7)
- Brandon Jon Abel, ex hockeista su ghiaccio statunitense (Rochester, n. 1979)
- Brandon Bochenski, hockeista su ghiaccio statunitense (Blaine, n. 1982)
- Brandon Bollig, hockeista su ghiaccio statunitense (Saint Charles, n. 1987)
- Brandon Dubinsky, hockeista su ghiaccio statunitense (Anchorage, n. 1986)
- Brandon McNally, hockeista su ghiaccio statunitense (Saugus, n. 1992)
- Brandon Prust, hockeista su ghiaccio canadese (London, n. 1984)
- Brandon Rogers, ex hockeista su ghiaccio statunitense (Rochester, n. 1982)

## Lottatori(2)
- Brandon Paulson, lottatore statunitense (Coon Rapids, n. 1973)
- Brandon Slay, ex lottatore statunitense (Amarillo, n. 1975)

## Mezzofondisti(1)
- Brandon McBride, mezzofondista canadese (Windsor, n. 1994)

## Militari(1)
- Brandon Russell, militare e terrorista statunitense (Florida, n. 1995)

## Modelle(1)
- Brandon Merrill, modella e attrice statunitense (Colorado)

## Nuotatori(1)
- Brandon Schuster, nuotatore samoano (Figi, n. 1998)

## Pallanuotisti(1)
- Brandon Brooks, ex pallanuotista e allenatore di pallanuoto statunitense (Rock Island, n. 1981)

## Pallavolisti(1)
- Brandon Rattray, pallavolista statunitense (San Diego, n. 1997)

## Pattinatori artistici su ghiaccio(1)
- Brandon Frazier, pattinatore artistico su ghiaccio statunitense (Phoenix, n. 1992)

## Piloti automobilistici(1)
- Brandon Maïsano, ex pilota automobilistico francese (Cannes, n. 1993)

## Piloti motociclistici(1)
- Brandon Currie, pilota motociclistico statunitense (Fullerton, n. 1985)

## Poeti(1)
- Brandon Som, poeta statunitense (Phoenix, n. 1975)

## Politici(3)
- Brandon Johnson, politico e docente statunitense (Elgin, n. 1976)
- Brandon Lewis, politico britannico (Harold Wood, n. 1971)
- Brandon Williams, politico statunitense (Dallas, n. 1967)

## Rapper(1)
- Lil B, rapper statunitense (Berkeley, n. 1989)

## Registi(1)
- Brandon Cronenberg, regista e sceneggiatore canadese (Toronto, n. 1980)

## Scacchisti(1)
- Brandon Jacobson, scacchista statunitense (Plainfield, n. 2003)

## Scrittori(2)
- Brandon Sanderson, scrittore statunitense (Lincoln, n. 1975)
- Brandon Taylor, scrittore statunitense (Prattville, n. 1989)

## Skater(1)
- Bam Margera, skater, stuntman e personaggio televisivo statunitense (West Chester, n. 1979)

## Tennisti(3)
- Brandon Coupe, ex tennista statunitense (Roseville, n. 1972)
- Brandon Holt, tennista statunitense (Rolling Hills, n. 1998)
- Brandon Nakashima, tennista statunitense (San Diego, n. 2001)

## Tuffatori(1)
- Brandon Loschiavo, tuffatore statunitense (Huntington Beach, n. 1997)

## Velocisti(2)
- Brandon Carnes, velocista statunitense (Bradenton, n. 1995)
- Brandon Simpson, ex velocista giamaicano (n. 1981)

## Wrestler(3)
- Brandon Barker, wrestler statunitense (Tampa)
- Brandon Carter, wrestler statunitense (Lakewood Township, n. 1986)
- Low Ki, wrestler statunitense (Brooklyn, n. 1979)

## Youtuber(1)
- Brandon Rogers, youtuber, attore e cabarettista statunitense (Livermore, n. 1988)

## Senza attività specificata(1)
- Brandon Teena,  statunitense (Lincoln, n. 1972 - Humboldt, † 1993)